# Jeux panarabes de 1985
Les 6e Jeux panarabes ont eu lieu à Rabat au Maroc du  2 au 16 août 1985. 3 442 athlètes venus de vingt-et-un pays ont participé aux jeux dans dix-huit disciplines différentes. ainsi les femmes participent pour la premiére fois dans l'histoire des jeux panarabes  .

## Pays participants
21 pays participent à ces jeux :
- Algérie
- Arabie saoudite
- Bahreïn
- Djibouti
- Émirats arabes unis
- Irak
- Jordanie
- Koweït
- Liban
- Libye
- Mauritanie
- Maroc
- Oman
- Palestine
- Qatar
- Somalie
- Soudan
- Syrie
- Tunisie
- Yémen du Sud
- Yémen du Nord

## Épreuves
- Athlétisme Détail (en)
- Basket-ball Détail
  - Tournoi masculin
  - Tournoi féminin
- Boxe Détail
- Cyclisme sur route Détail
- Équitation  Détail
- Football Détail
- Golf Détail
- Gymnastique artistique  Détail
- Haltérophilie Détail
- Handball Détail
  - Tournoi masculin
  - Tournoi féminin
- Judo Détail
- Lutte Détail
- Natation Détail
- Tennis Détail
- Tennis de table Détail
- Voile Détail
- Volley-ball Détail
- Water-polo Détail

### Hommes
- 100 m nage libre (aura) : 1er - or : Mohamed El Attaoui (Maroc) 53 s 47 – 2e - argent : Mahfoud Iliès (Algérie) 54 s 64 –3e - bronze : El-Haouati Noureddine (Maroc) 54 s 79.
- 100 m dos (sadr) : 1er – or -Hakim Al Chououachi (Tunisie) 1 min 10 s 67 – 2e - argent- Noureddine Al Hawati (Maroc) 1 min 10 s 70 – 3e - bronze : Medjdouba Mohamed (Tunisie) 1 min 10 s 90.
- 100 m brasse (d'art) : 1er -or : Samir Bouchelaghem (Tunisie) 1 min 02 s 14 – 2e - argent - Sakr Abderidha (Irak) 1 min 03 s 47 – 3e - bronze : Azzaoui Mohamed (Tunisie) 1 min 03 s 62.
- 100 m papillon (arracha) : 1er - or : Samir Bouchelaghem (Tunisia) 58 s 79 –2e - argent : Mahfoudh Ilès (Algérie) 59 s 74.- 3e - bronze : Machaal Qattar (Syrie) 1 min 01 s 10.

## Médailles par pays
| Rang | Nation          | Or | Argent | Bronze | Total |
| ---- | --------------- | -- | ------ | ------ | ----- |
| 1    | Maroc           | 57 | 28     | 32     | 117   |
| 2    | Tunisie         | 41 | 25     | 25     | 91    |
| 3    | Irak            | 20 | 20     | 16     | 56    |
| 4    | Algérie         | 15 | 40     | 42     | 97    |
| 5    | Syrie           | 9  | 14     | 31     | 54    |
| 6    | Libye           | 6  | 15     | 1      | 22    |
| 7    | Bahreïn         | 4  | 1      | 0      | 5     |
| 8    | Liban           | 2  | 2      | 3      | 7     |
| 9    | Qatar           | 2  | 2      | 2      | 6     |
| 10   | Soudan          | 1  | 1      | 0      | 2     |
| 11   | Arabie saoudite | 1  | 0      | 8      | 9     |
| 12   | Yémen du Nord   | 1  | 0      | 1      | 2     |
| 13   | Jordanie        | 1  | 0      | 0      | 1     |
| 14   | Somalie         | 0  | 4      | 1      | 5     |
| 15   | Koweït          | 0  | 3      | 16     | 19    |
| 16   | Palestine       | 0  | 1      | 3      | 4     |
| 17   | Djibouti        | 0  | 1      | 0      | 1     |